# Mark Braga
Mark Andronowicz Braga (ukr. Марк Андронович Брага, ur. 4 lutego?/17 lutego 1910 we wsi Małyj Klin w rejonie hołoprystańskim w obwodzie chersońskim, zm. 17 lipca 1985 we wsi Bechteri w rejonie hołoprystańskim w obwodzie chersońskim) – ukraiński kombajnista, nowator gospodarki rolnej w Ukraińskiej SRR.

## Życiorys
Od 1935 pracował w stacji maszynowo-traktorowej w Bechterach jako pomocnik maszynisty, maszynista, traktorzysta i kombajnista, od października 1944 do maja 1945 jako ślusarz plutonu w 857 pułku artylerii 2 i 3 Frontu Ukraińskiego uczestniczył w wojnie ZSRR z Niemcami: w operacji budapesztańskiej, balatońskiej i wiedeńskiej. Po demobilizacji wrócił do Bechterów, gdzie ponownie został kombajnistą i wprowadził ścisłe planowanie działań załogi, grafik pracy kombajnu i obsługi jego transportu oraz rozładunek zboża w biegu, dzięki czemu przyczynił się do znacznego wzrostu zbiorów. Prowadził też szkolenia z obsługi traktorów i kombajnów.

## Odznaczenia
- Medal Sierp i Młot Bohatera Pracy Socjalistycznej (dwukrotnie - 17 czerwca 1949 i 26 lutego 1958)
- Order Lenina (sześciokrotnie - 17 czerwca 1949, 22 maja 1950, 21 kwietnia 1952, 24 sierpnia 1953, 10 czerwca 1954 i 24 grudnia 1976)
- Order Rewolucji Październikowej (8 kwietnia 1971)
- Order Wojny Ojczyźnianej II klasy (11 marca 1985)
- Order „Znak Honoru” (13 marca 1974)
- Medal „Za zasługi bojowe” (23 maja 1945)
- Medal „Za pracowniczą dzielność” (dwukrotnie - 20 listopada 1951 i 6 lipca 1960)

I inne.